# Berta Castells Franco
Berta Castells Franco (Torredembarra, Tarragona, 24 de enero de 1984) es una atleta española que compite en lanzamiento de martillo. Tiene el récord de España de la especialidad, con una marca de 70.52 metros. Ha sido campeona de España en dieciséis ocasiones, lo que la convierte en la atleta española que más campeonatos nacionales al aire libre ha ganado.
Ha participado en tres Juegos Olímpicos en la disciplina de martillo: en los Juegos Olímpicos de Atenas 2004, en los de Pekín 2008 y en los de Londres 2012, no pasando a la final con un mejor lanzamiento de 66.05m, 62.44m y 68.41m respectivamente.
En 2013 consiguió la medalla de plata en los Juegos Mediterráneos de 2013 gracias a un lanzamiento de 66.16m.
En los Juegos Mediterráneos de 2018 quedó en cuarta posición con un lanzamiento de 67.53m.